# Pteroctopus hoylei
Pteroctopus hoylei är en bläckfiskart som först beskrevs av Berry 1909.  Pteroctopus hoylei ingår i släktet Pteroctopus och familjen Octopodidae. Inga underarter finns listade i Catalogue of Life.